# Zjednoczenie Narodowe (Polska)
Zjednoczenie Narodowe – polityczne ugrupowanie pasywistyczne, powstałe w 1915 roku na bazie programu Stronnictwa Narodowo-Demokratycznego. Skupiało konserwatywne mieszczaństwo, ziemiaństwo i inteligencję. Przywódcami byli: Antoni Eustachy Marylski-Łuszczewski, Witold Teofil Staniszkis, Eugeniusz Krasuski, T. Sułowski, Leopold Skulski.